# فابیان وتر
فابیان وتر (انگلیسی: Fabian Wetter؛ زادهٔ ۳۰ مارس ۱۹۸۹) بازیکن فوتبال اهل آلمان است.
از باشگاه‌هایی که در آن بازی کرده‌است می‌توان به باشگاه فوتبال هولشتاین کیل اشاره کرد.